# NACA-Score
Der NACA-Score, genannt auch NACA-Schema oder NACA-Index, ist ein Scoring-System um die Schwere von Verletzungen, Erkrankungen oder Vergiftungen in der (Notfall-)Medizin zu beschreiben. Es wurde vom namensgebenden National Advisory Committee for Aeronautics ursprünglich als Einsatzbewertung im Hinblick auf Unfälle in der Luftfahrt entwickelt.
Die Verletzungsschlüssel des siebengradigen NACA-Score wurden in Deutschland in ein bundeseinheitliches Notarzt-Einsatzprotokoll integriert.
Das in zwei Varianten existierende NACA-Schema gliedert sich in folgende, mit römischen Ziffern bzw. der Null bezeichnete Kategorien.
Der NACA-S-Score:
| NACA 0   | Keine Verletzung oder Erkrankung. Diese Kategorie wird häufig entweder ersatzlos gestrichen oder durch NACA I ersetzt.                                                                   | z. B. Fehleinsatz.                                                                                                   |
| NACA I   | Geringfügige Verletzung bzw. Funktionsstörung. In der Regel keine notärztliche Intervention erforderlich.                                                                                | z. B. Prellung, leichte Hautabschürfung.                                                                             |
| NACA II  | Leichte bis mäßig schwere Funktionsstörung. Ambulante ärztliche Abklärung bzw. Therapie, in der Regel aber keine notärztlichen Maßnahmen erforderlich.                                   | z. B. Fraktur eines Fingerknochens, mäßige Schnittverletzungen; Verbrennung II. Grades.                              |
| NACA III | Mäßige bis schwere, aber nicht lebensbedrohliche Störung. Stationäre Behandlung erforderlich, häufig auch notärztliche Maßnahmen vor Ort.                                                | z. B. Offene Wunden; Oberschenkelfraktur; leichter Schlaganfall; Rauchgasvergiftung.                                 |
| NACA IV  | Schwere Störung, bei der die kurzfristige Entwicklung einer Lebensbedrohung nicht ausgeschlossen werden kann; in den überwiegenden Fällen ist eine notärztliche Versorgung erforderlich. | z. B. Wirbelverletzung mit neurologischen Ausfällen; schwerer Asthmaanfall; Aortenaneurysma, Medikamentenvergiftung. |
| NACA V   | Akute Lebensgefahr. Transport in Reanimationsbereitschaft. | z. B. drittgradiges Schädel-Hirn-Trauma; schwerer Herzinfarkt; erhebliche Opioidvergiftung.                          |
| NACA VI  | Atem- und/oder Kreislaufstillstand (kardiopulmonale Reanimation erforderlich). | z. B. Herzstillstand, Kammerflimmern.                                                                                |
| NACA VII | Tödliche Verletzung oder Erkrankung. | Erfolglose Reanimation oder Todesfeststellung.                                                                       |